# Kitcharao
Kitcharao é um município de  quarta classe de renda municipal (d) na província Agusan do Norte, nas Filipinas. De acordo com o censo de 1 de maio  de  2020 possui uma população de 21 278 pessoas e 4 969 domicílios.